# Galictis vittata
Galictis vittata (Гризон великий) — хижий ссавець родини Мустелових (Mustelidae).

## Поширення
Країни поширення: Беліз, Болівія, Бразилія, Колумбія, Коста-Рика, Еквадор, Французька Гвіана, Гватемала, Гаяна, Гондурас, Мексика, Нікарагуа, Панама, Перу, Суринам, Венесуела. Мешкає в тропічних лісах від рівня моря до 1200 метрів, на луках і навіть посівних площах, хоча і не в великій кількості. 

## Морфологія
Морфометрія. Голова і тіло довжиною 475—550 мм, хвіст завдовжки 160 мм, а вага 1.4—3.3 кг. 
Опис. Обличчя чорне. Боки і низ, в тому числі ноги, різко контрастують з кольором спини. Колір спини димчасто-сірий. Біла смуга простягається на лобі і з боків шиї, виокремлюючи чорне лице.  

## Поведінка
Це дуже опортуністичний вид, споживає все, що доступно, а саме, дрібних ссавців, птахів та їх яйця, ящірок, амфібій і фрукти. 